# Comentator
Comentatorul este o persoană care oferă în cadrul de emisiuni de televiziune sau radio opinii despre întâmplări cotidiene, din domeniul politic (așa-zișii analiști politici), economic sau sportiv (comentator sportiv). 